# Anton Oomen
Anton Oomen MAfr (* 16. Februar 1876 in Ginneken en Bavel, Niederlande; † 19. August 1957) war ein niederländischer römisch-katholischer Ordensgeistlicher und Apostolischer Vikar von Mwanza.

## Leben
Anton Oomen trat der Ordensgemeinschaft der Weißen Väter bei und empfing am 23. März 1901 das Sakrament der Priesterweihe.
Am 18. März 1929 ernannte ihn Papst Pius XI. zum Titularbischof von Zattara und zum Apostolischen Vikar von Mwanza. Der emeritierte Apostolische Vikar von Victoria-Nyanza, Joseph Franciskus Marie Sweens MAfr, spendete ihm am 21. Juli desselben Jahres die Bischofsweihe; Mitkonsekratoren waren der Apostolische Vikar von Bukoba, Burkhard Huwiler MAfr, und der Apostolische Vikar von Tabora, Joseph-Georges-Édouard Michaud MAfr.
Anton Oomen trat am 13. Juni 1948 als Apostolischer Vikar von Mwanza zurück.